# بار، اوکراین
شهر بار (به اوکراینی: Бар) در استان وینیتسیا در کشور اوکراین واقع شده‌است. جمعیت این شهر ۱۷٬۲۸۴ نفر  است.

## نگارخانه

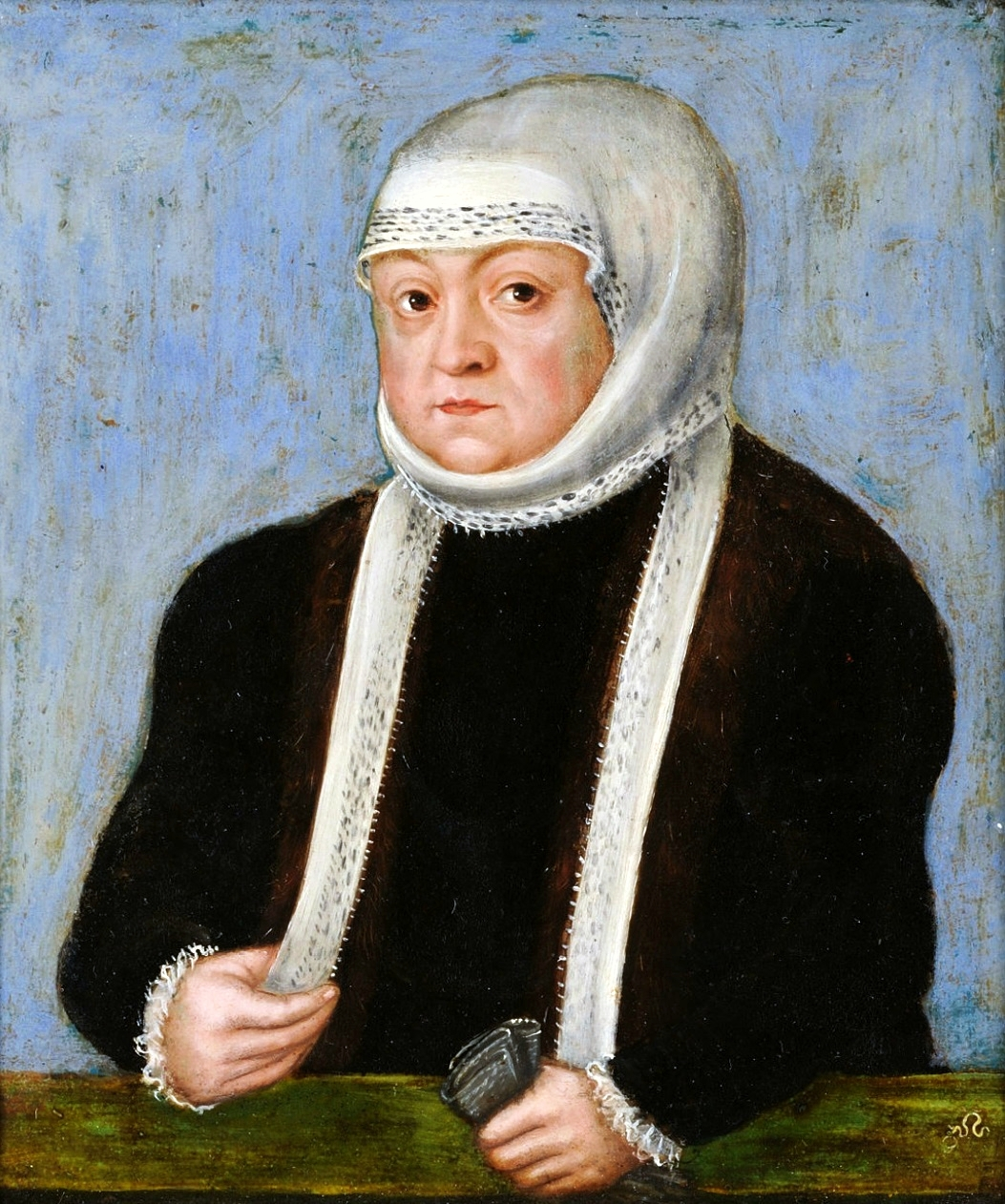
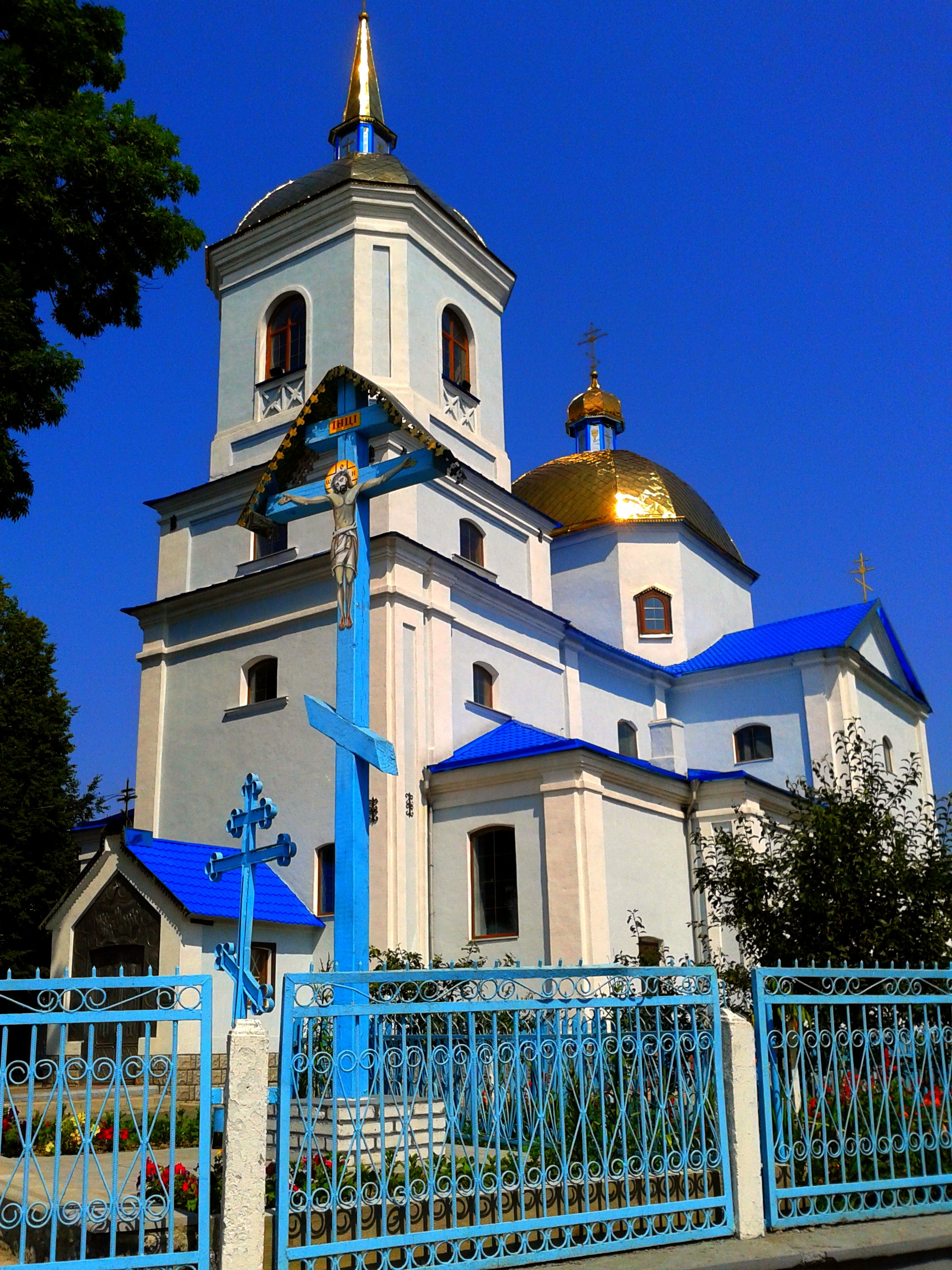
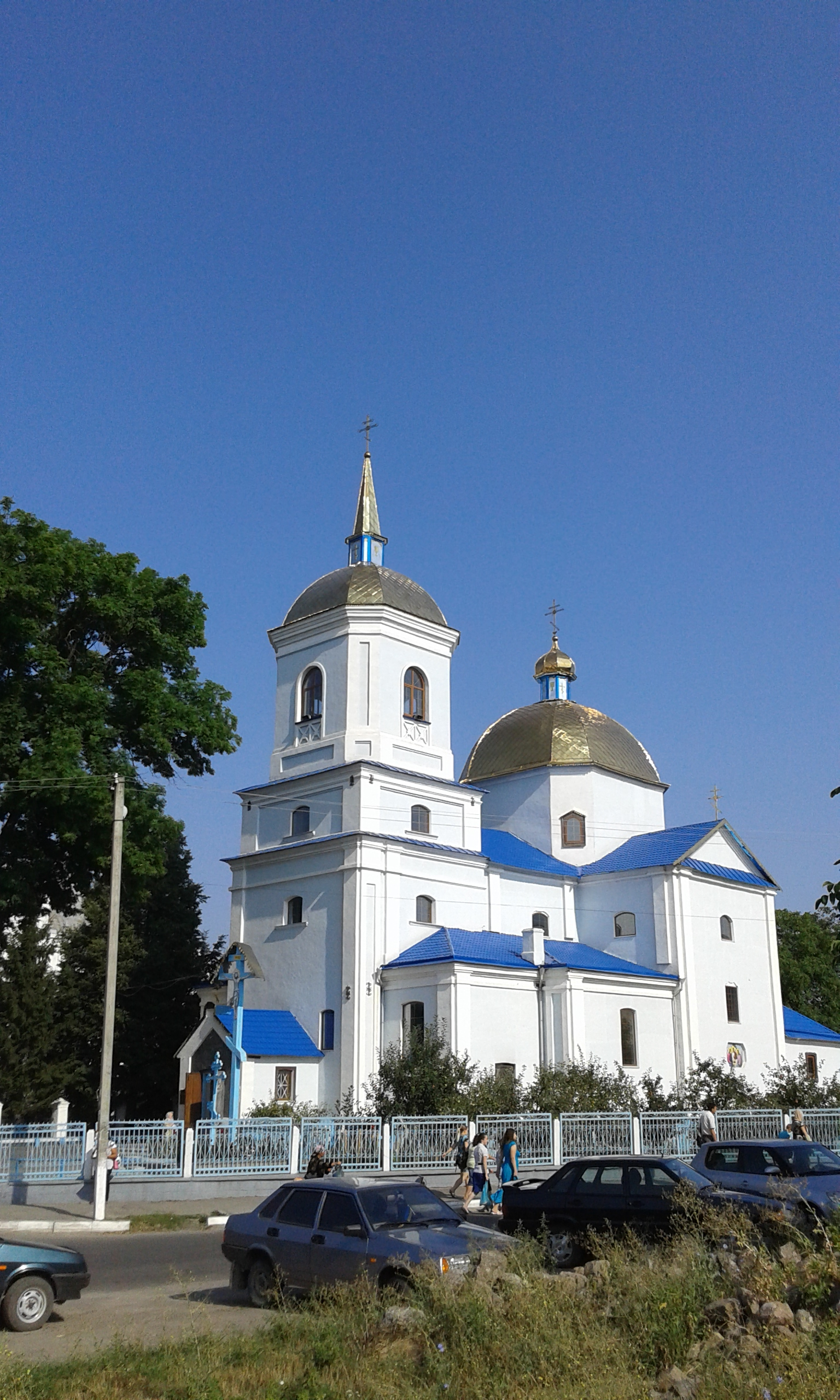
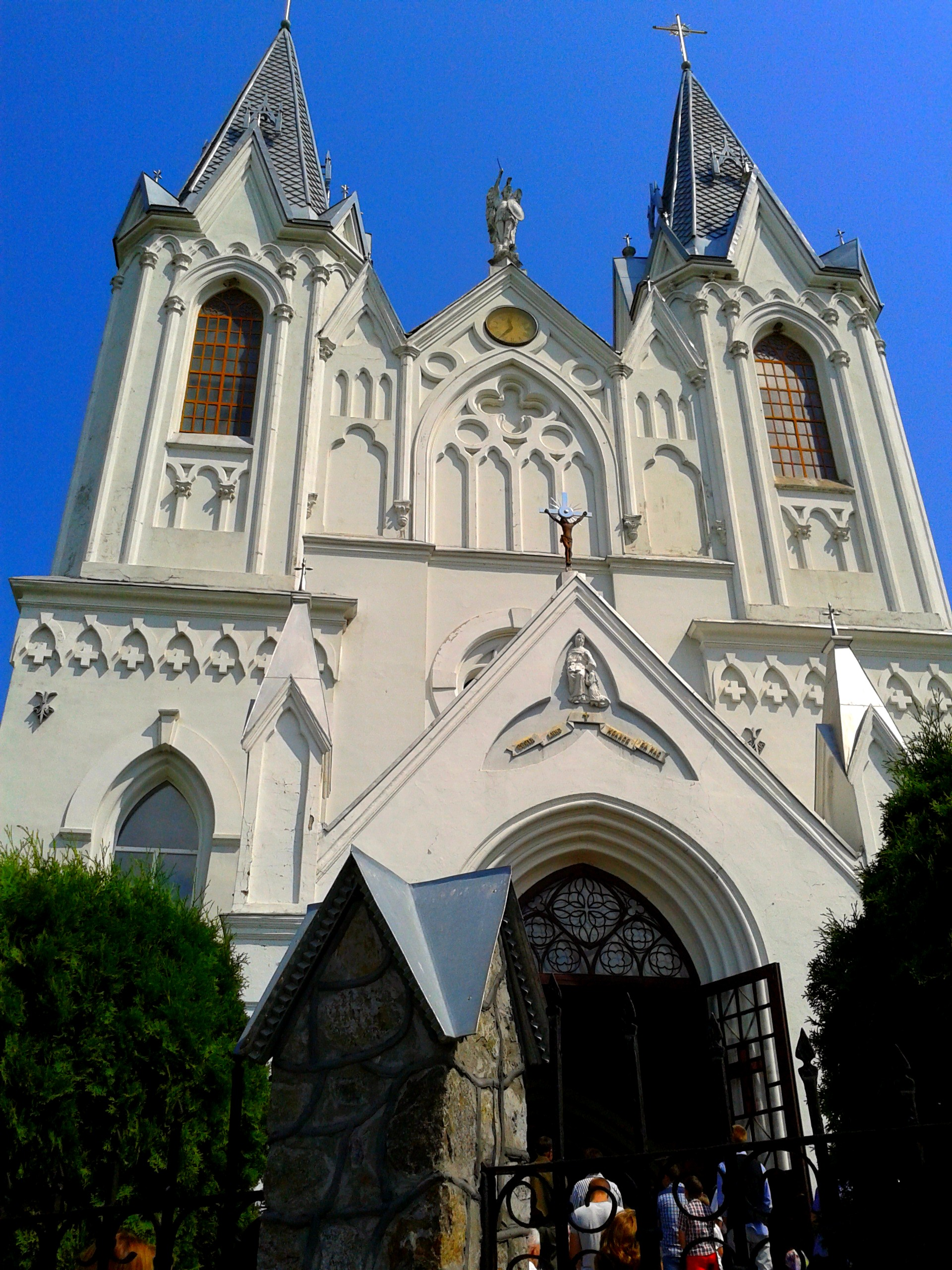
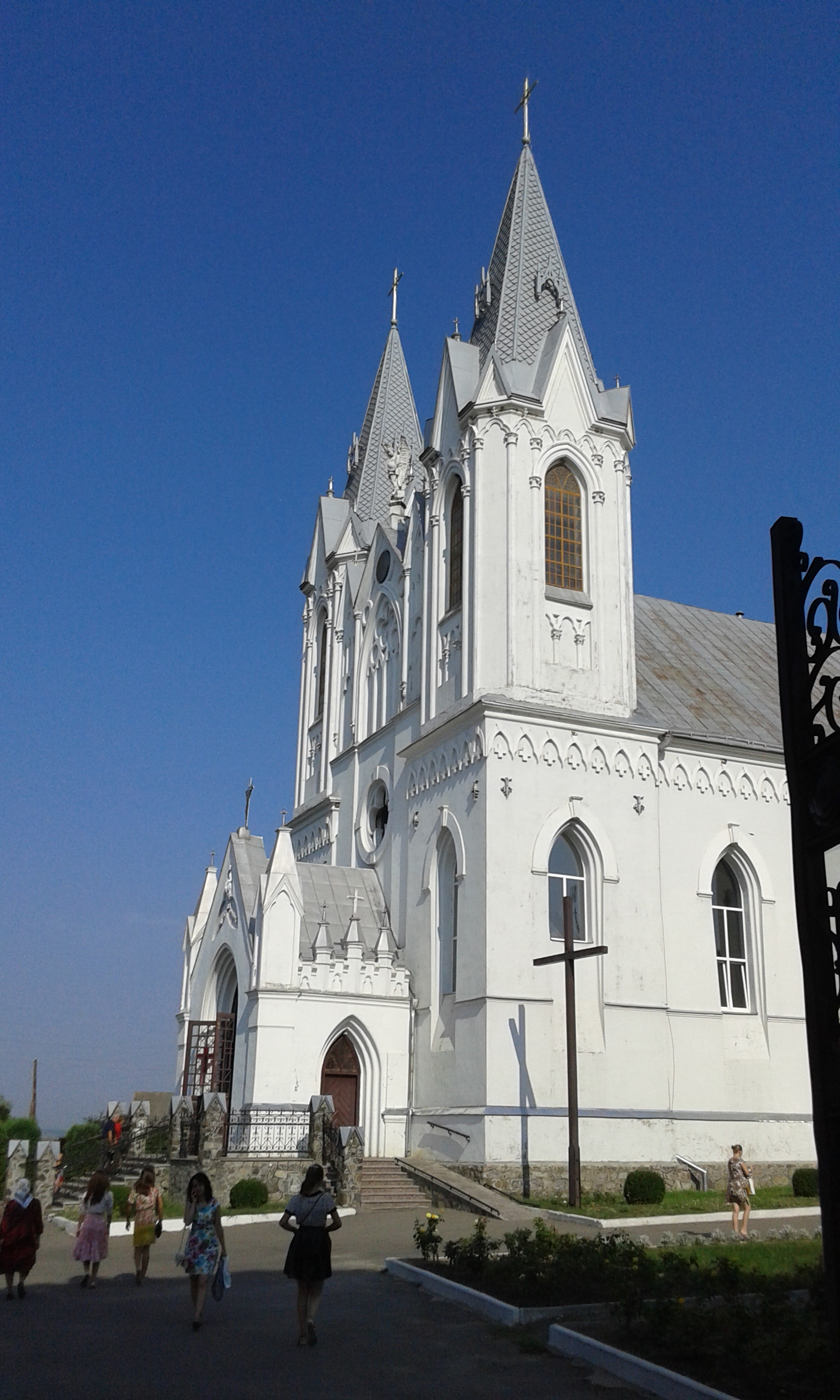
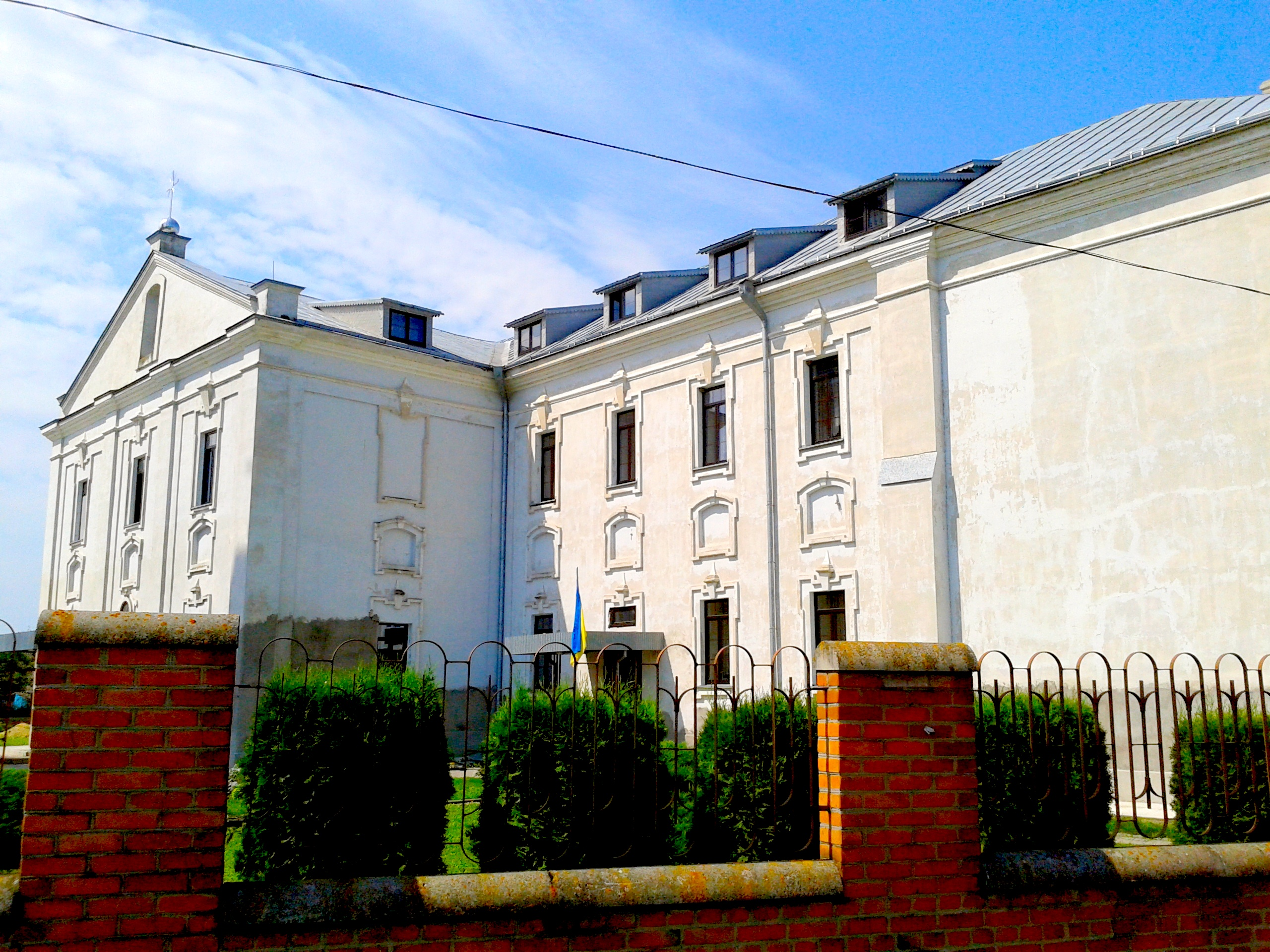
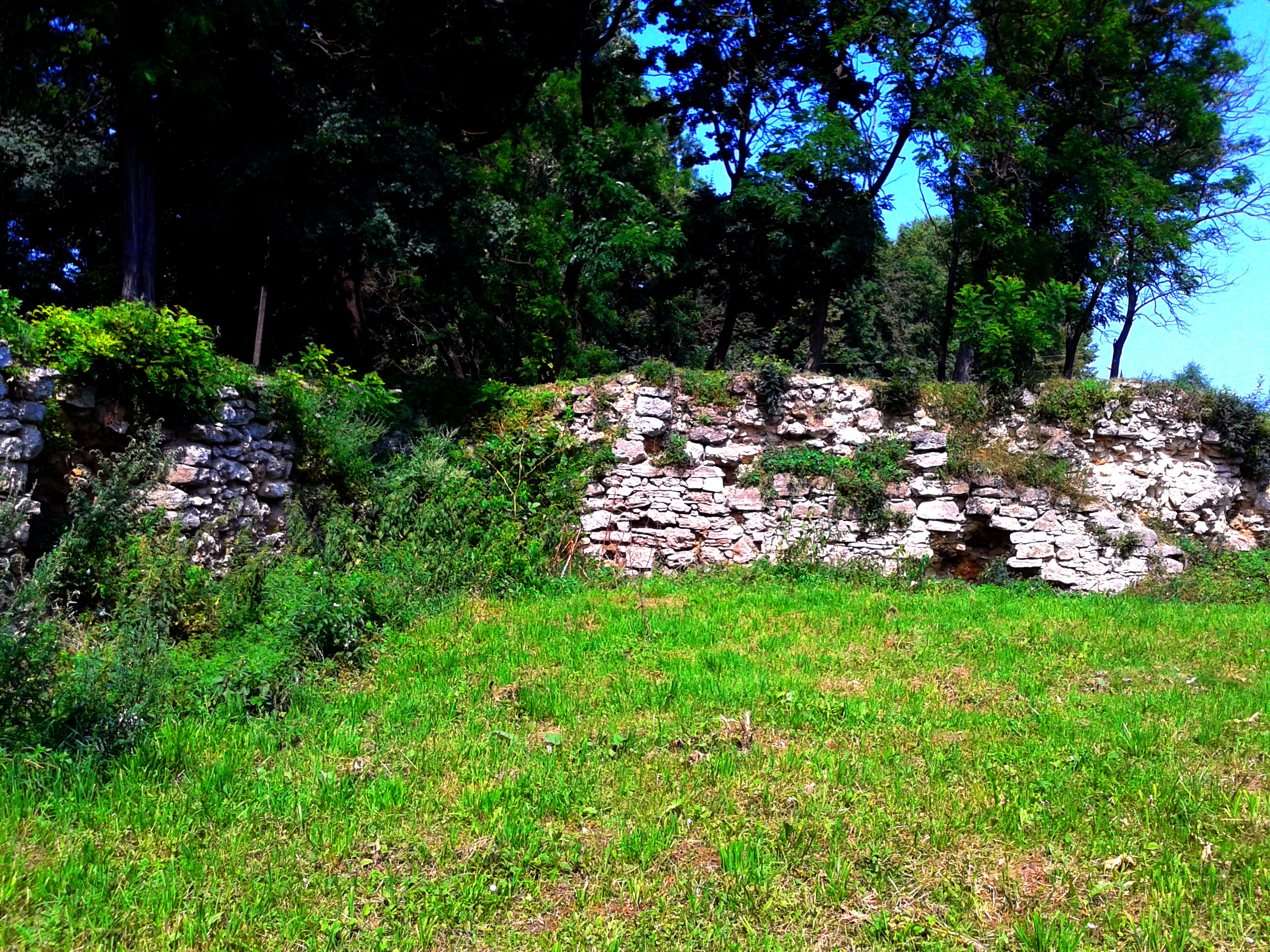
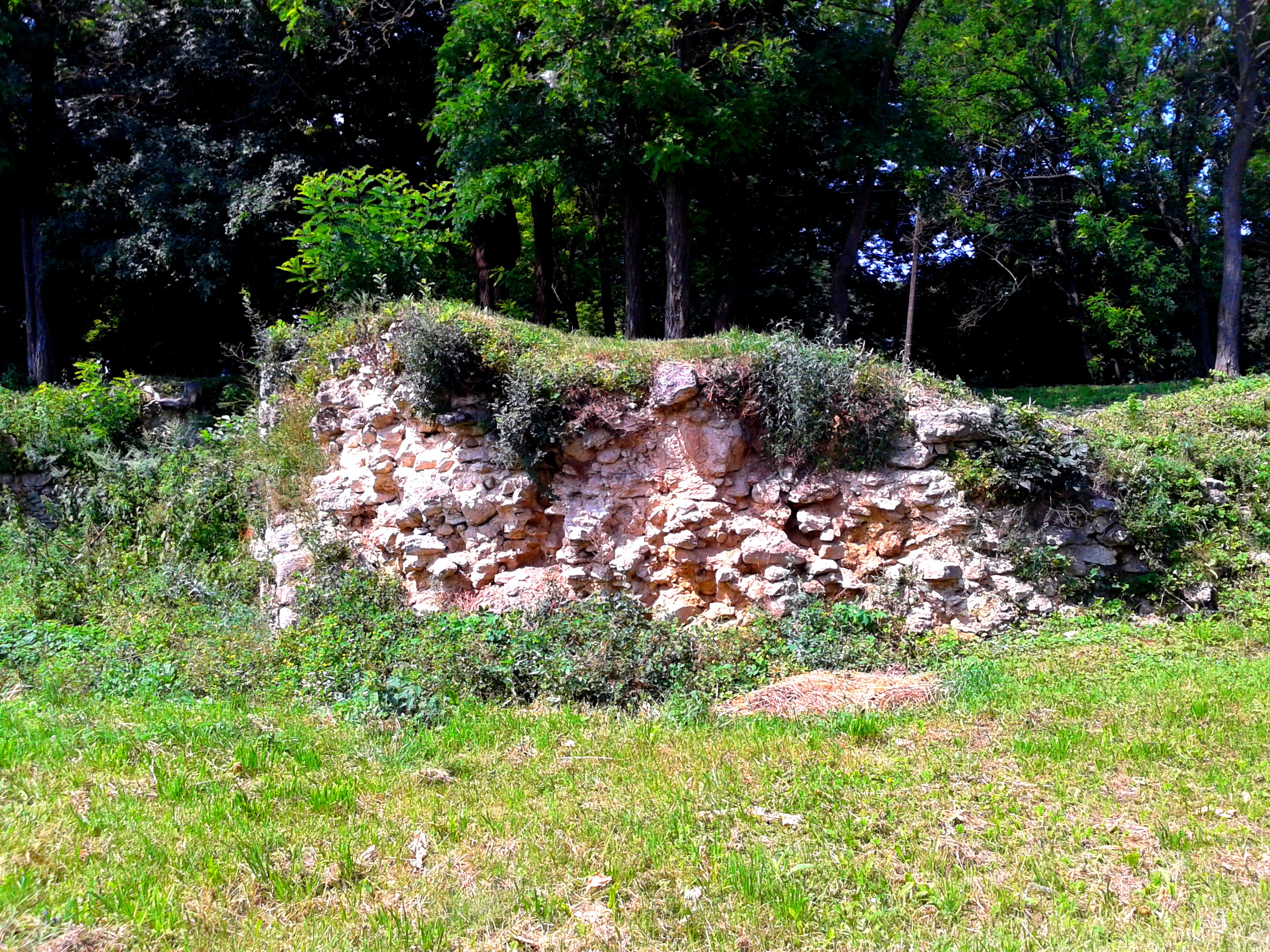
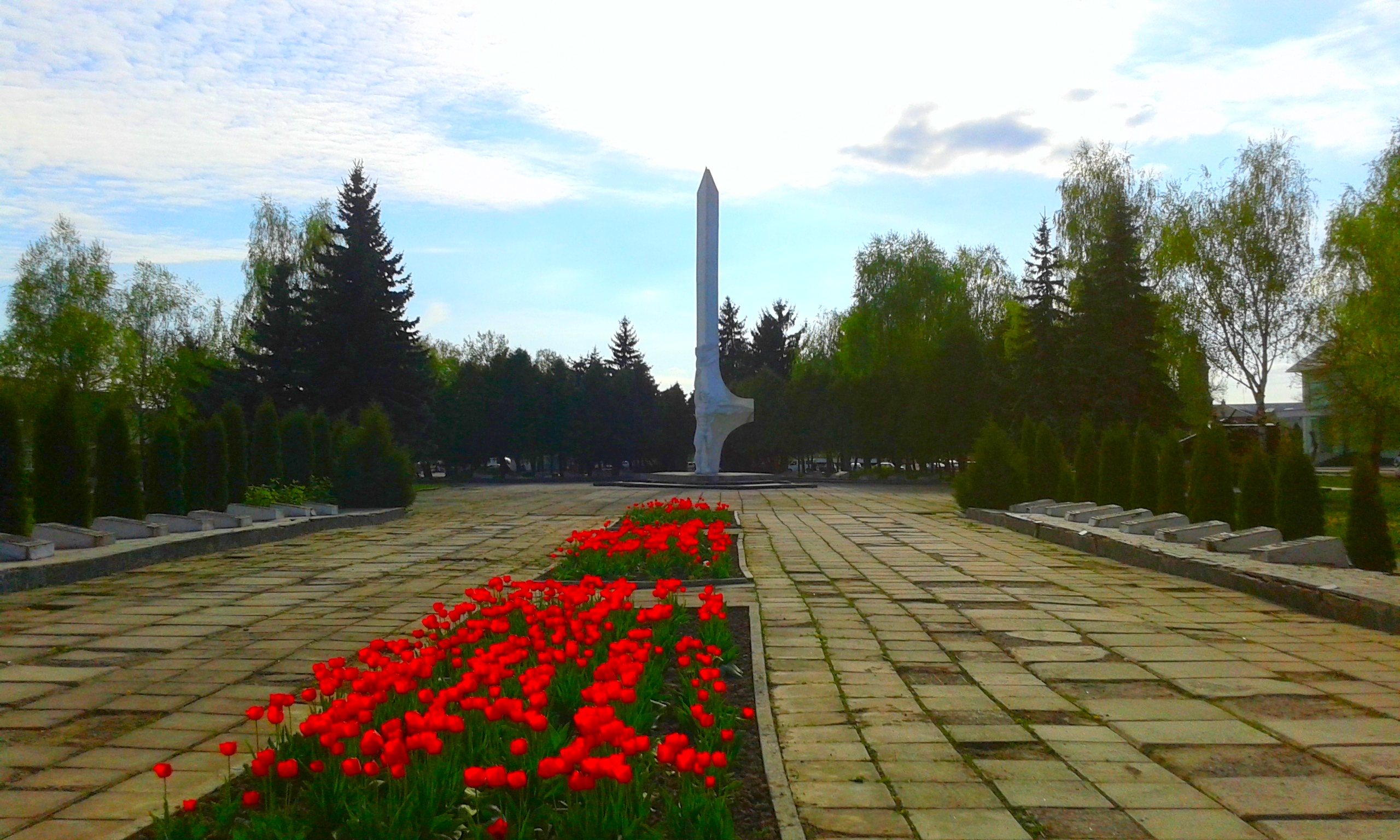
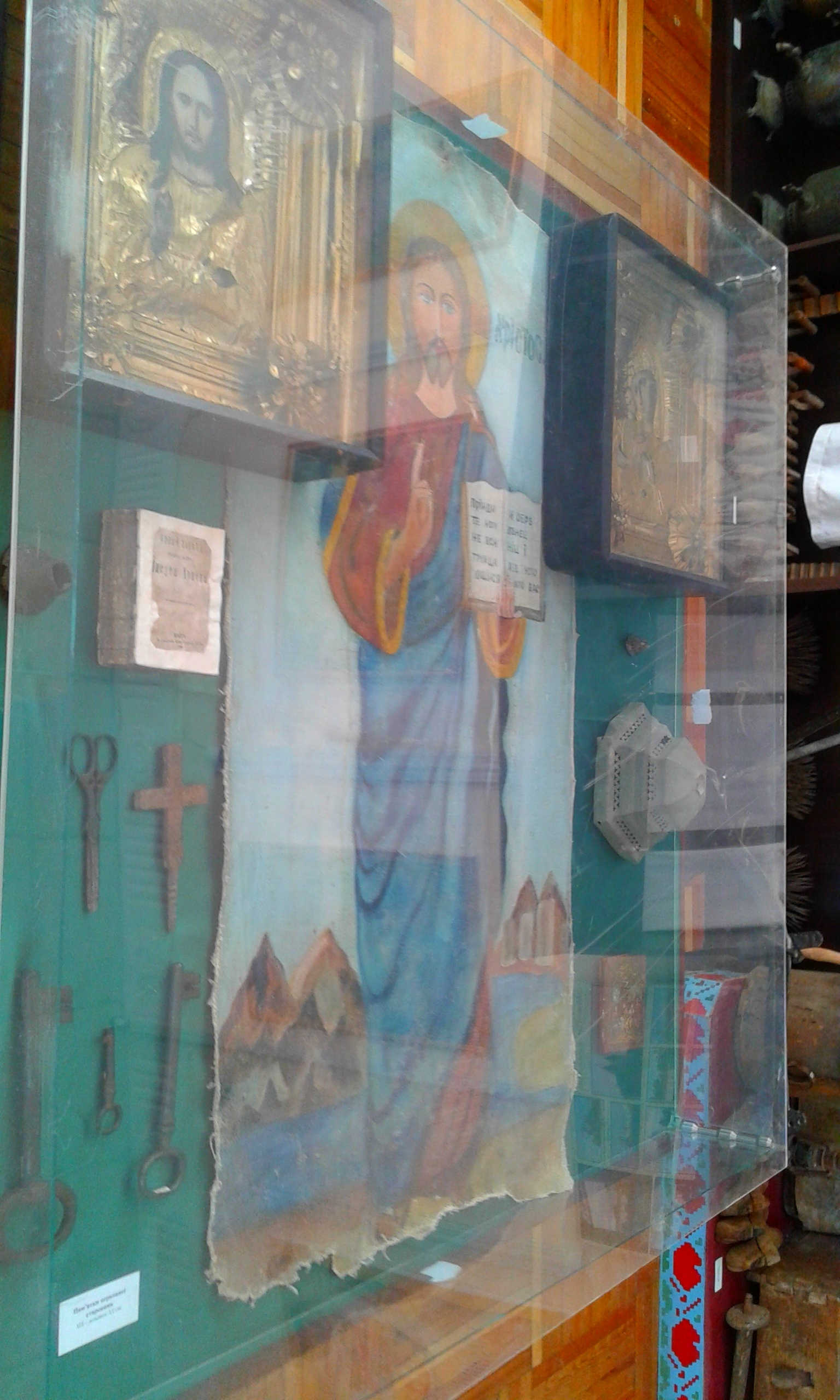
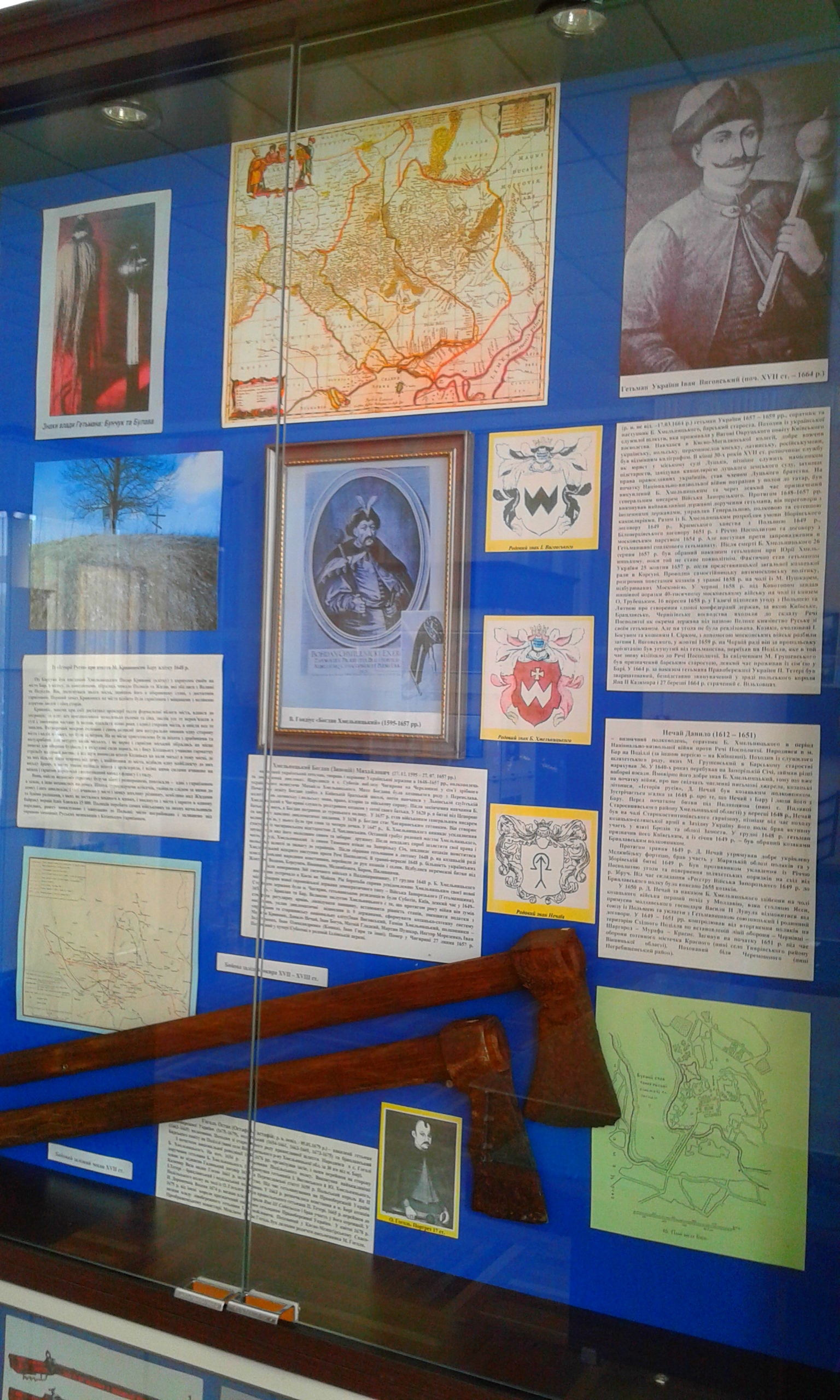
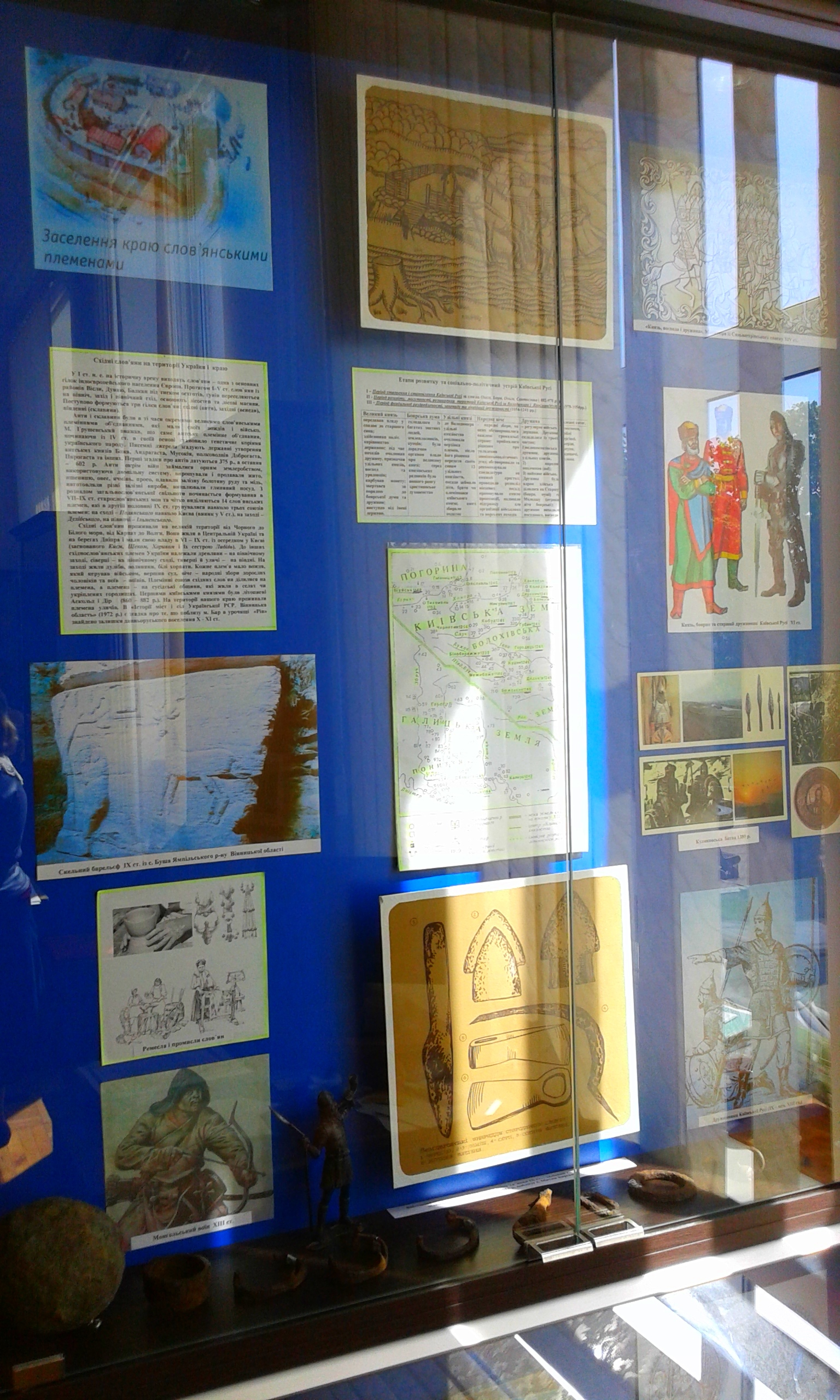
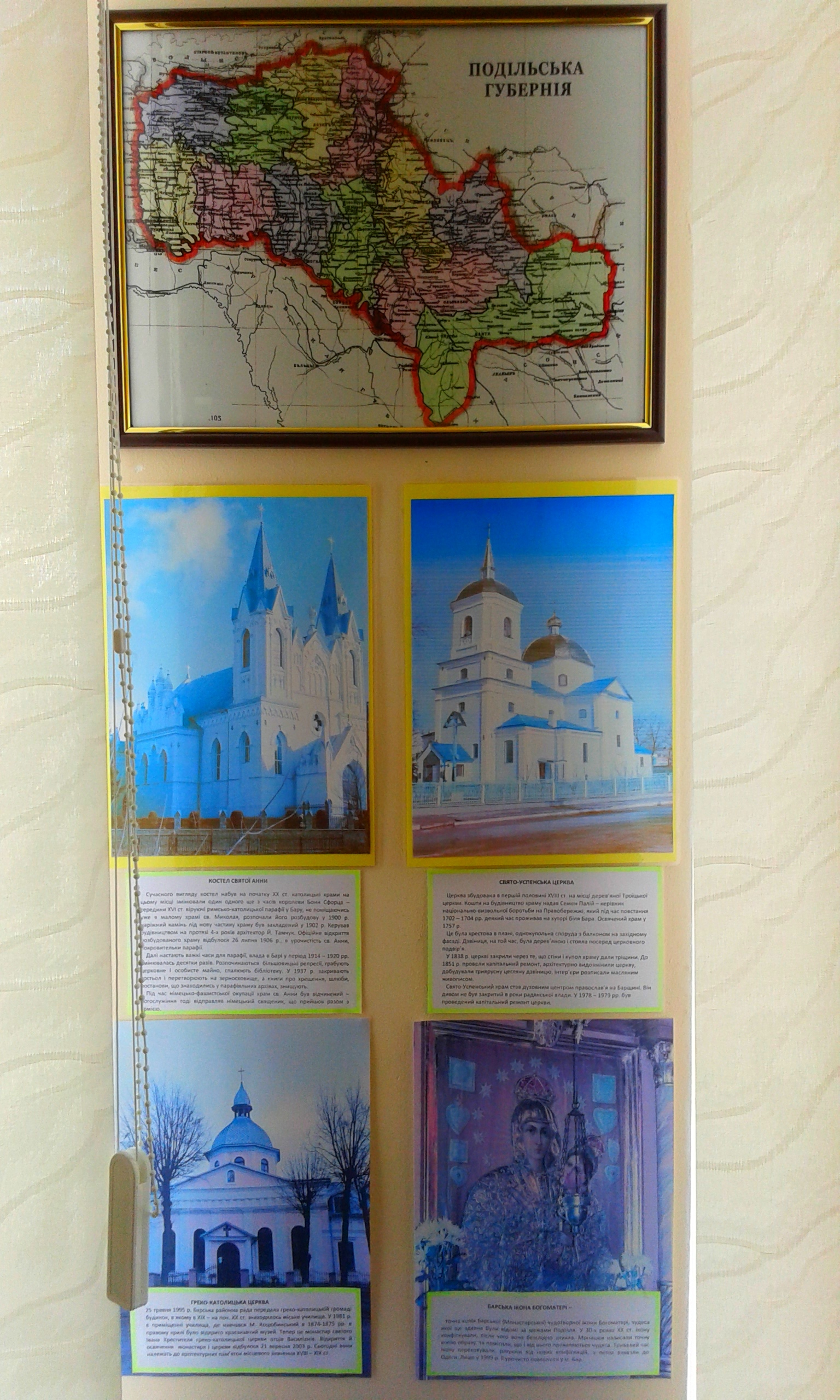
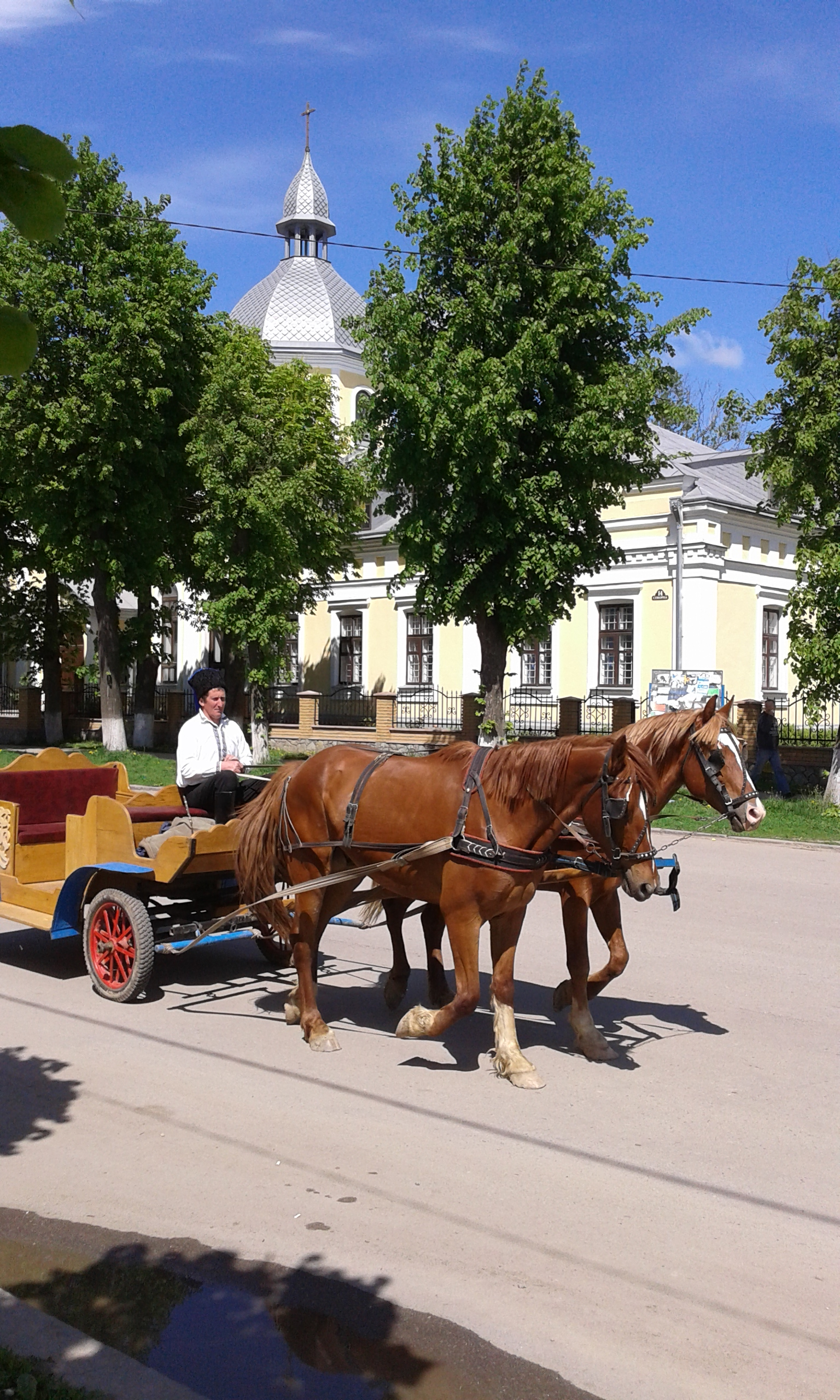
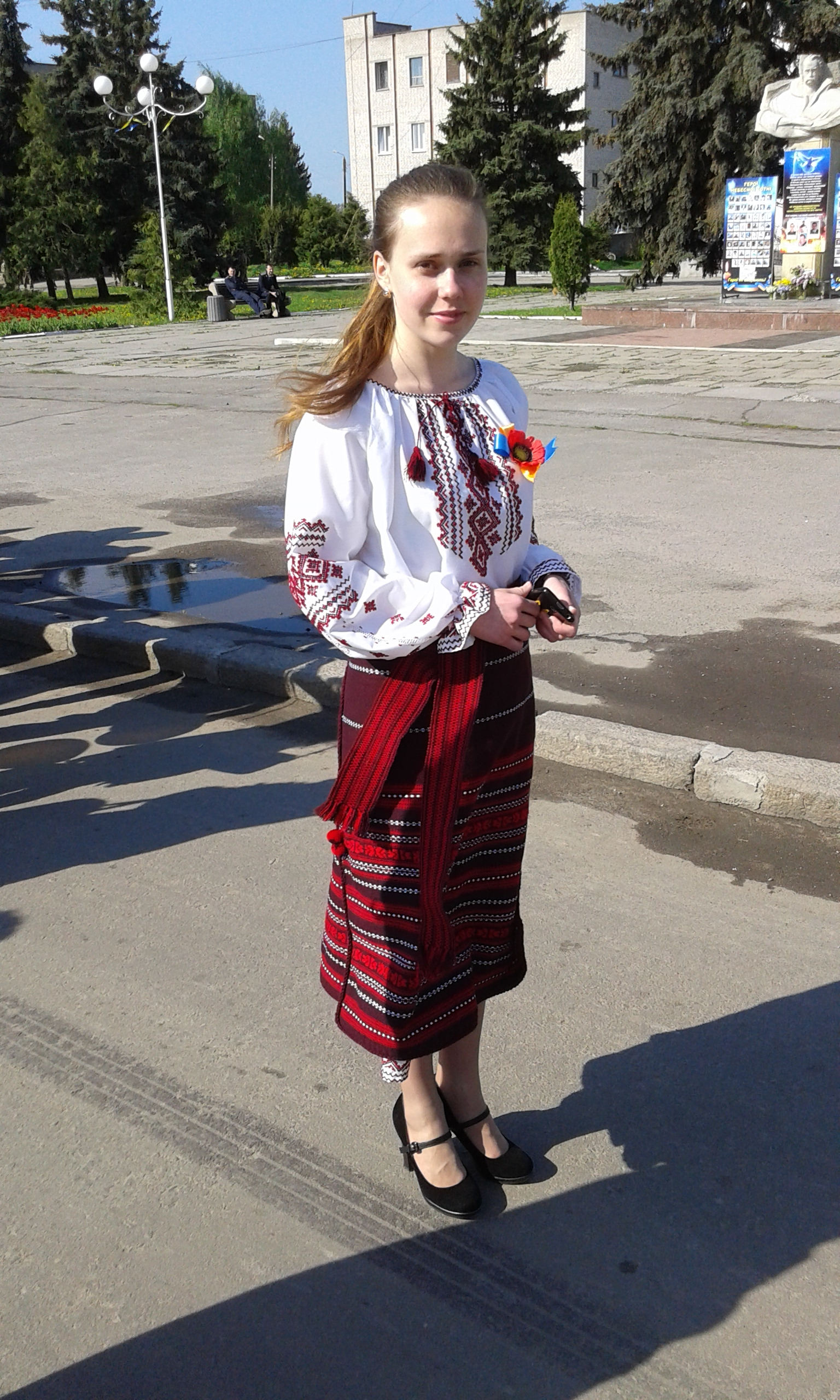
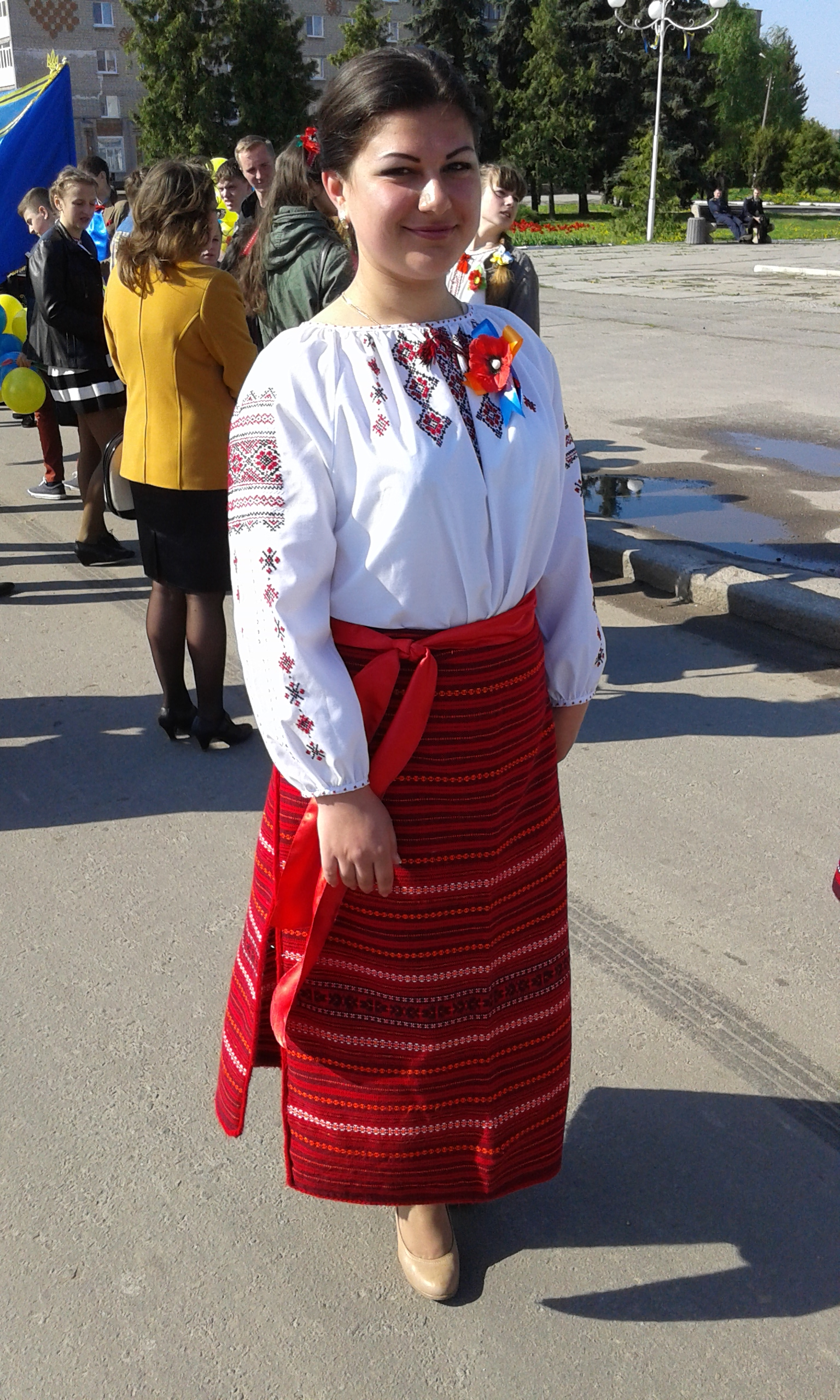
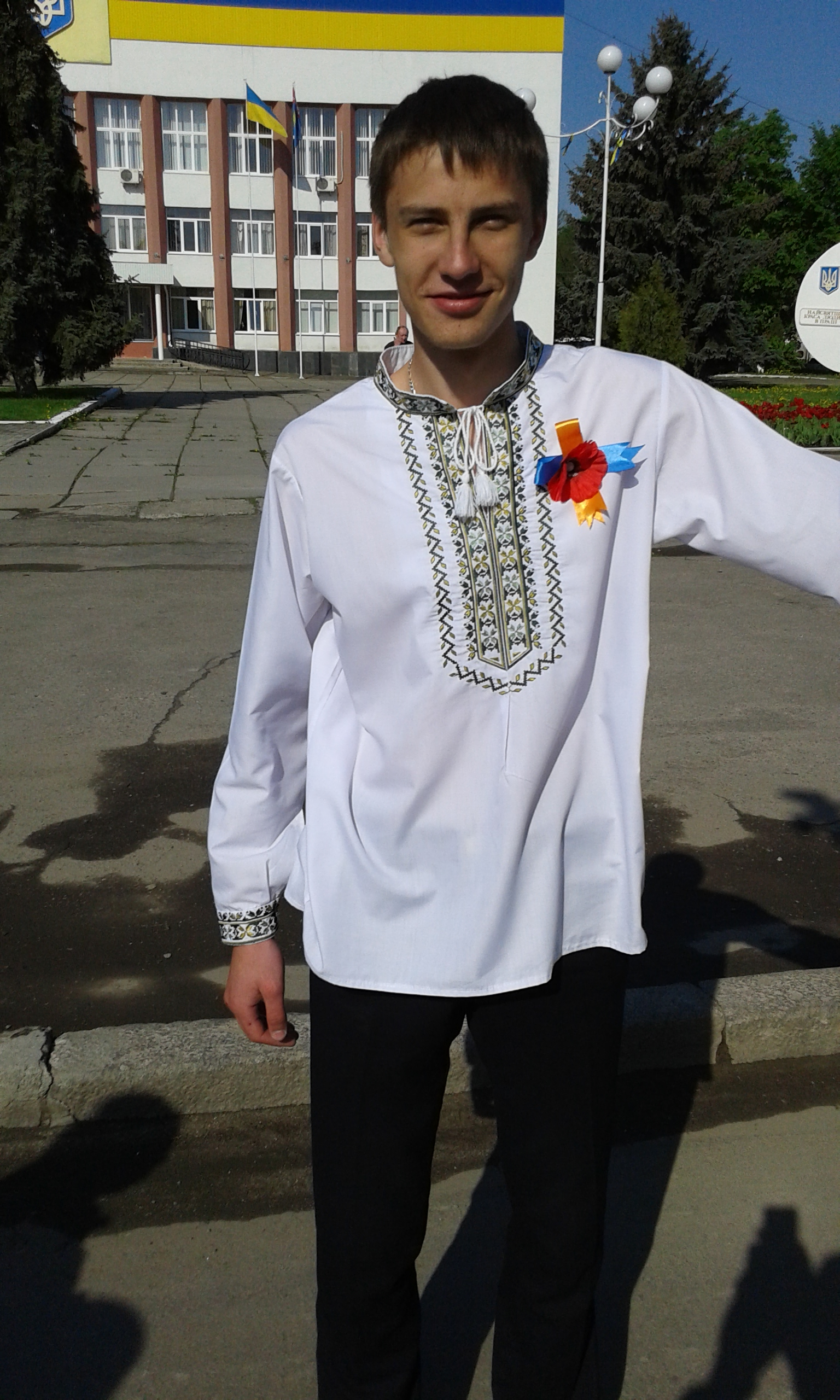
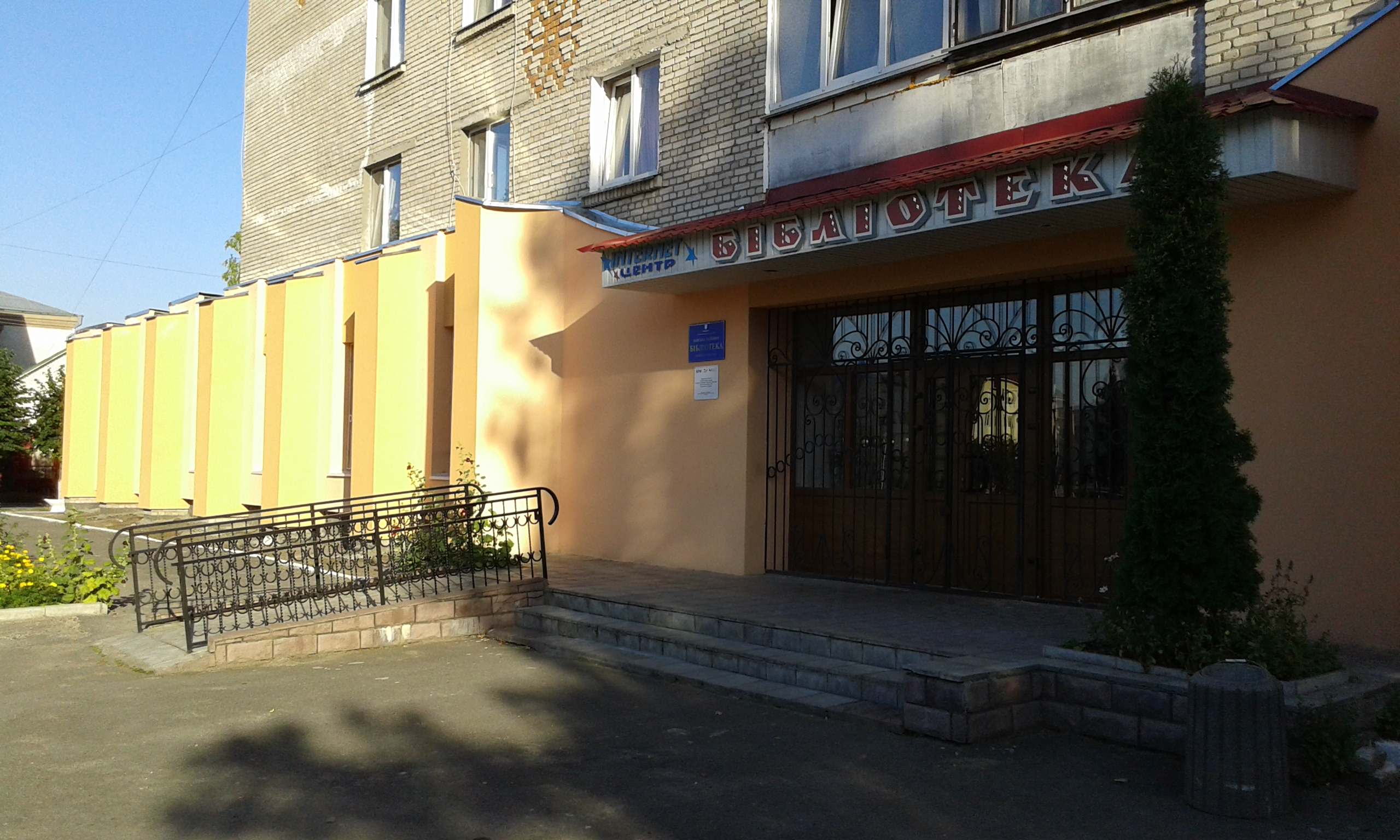
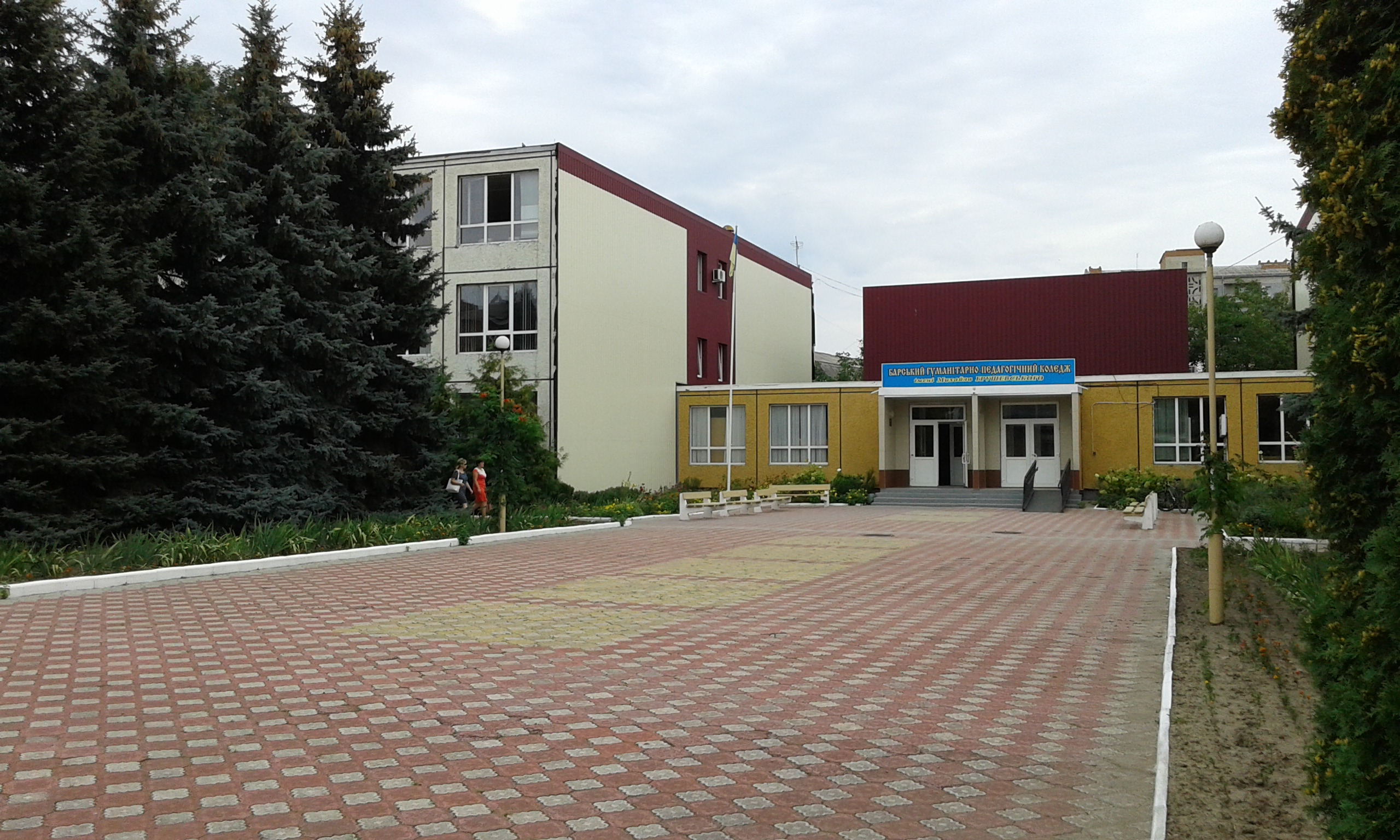